# Nicolás Gómez (miniaturista)
Nicolás Gómez fue un miniaturista, pintor e ilustrador español que trabajó entre 1454 y 1510. Ilustró libros para la catedral de Sevilla y para la colección particular de Isabel la Católica. También realizó pinturas murales para el monasterio de San Isidoro del Campo, en Santiponce.

## Obra
La catedral de Sevilla conserva 84 "historias" gráficas, muchas "fronteras" (orlas) y 84 letras miniadas (letras con algún personaje o una escena en su interior) de Nicolás Gómez en 21 libros de coro. Todas estas ilustraciones muestran a personajes del Antiguo y del Nuevo Testamento.
Debido a varios expolios del siglo XIX, algunas de estas ilustraciones están dispersas. Seis "historias" de Nicolás Gómez se encuentran en la Galería Nacional de Arte de Washington D. C.. Llegaron en 1964 como parte de la colección Rosenwald y, al parecer, habían sido compradas por William Sterling en Madrid en 1849. A pesar de haber sido comprados en Madrid, procedían, con total seguridad, de los libros de coro catedral de Sevilla. En 1994 la librería parisina Les Enluminures, que vende ilustraciones antiguas, puso a la venta una letra miniada del mismo álbum adquirido por William Sterling en 1849.
Para el monasterio de San Isidoro del Campo, realizó las pinturas murales del refectorio y las del claustro de los Evangelistas. La pared del refectorio está ocupada por un fresco de 2,5x5 m de la Santa Cena. En el claustro de los Evangelistas se conservan nueve figuras de santos y, en el zócalo, una escena de 1,12x1,20 m a san Jerónimo rodeado por cuatro frailes. A cada lado hay dos figuras de  1,10x050 m. A la derecha de esta escena están representados un obispo y un papa y, a la izquierda, a un obispo anónimo junto al obispo san Isidoro. En el muro situado a la derecha de estas pinturas, cerca de la entrada del patio de los Muertos, tiene frescos de dimensiones similares de san Lorenzo y san Esteban. El tramo de lacería que separa estos frescos de la puerta tiene una apariencia similar al paño que cubre la mesa de la Santa Cena. En este claustro también están las figuras de san Sebastián, santa Catalina, y santa Paula. Las figuras de san Mateo y la Magdalena fueron retiradas de este claustro en el siglo XIX y se encuentran en el Museo Arqueológico Provincial de Sevilla.
Trabajó para los Reyes Católicos de 1487 a 1501. Ilustró la Biblia Romanceada para Isabel la Católica. Este libro pasó a la familia Mendoza-Sarmiento y, posteriormente, a Felipe II. En la actualidad se conserva en la biblioteca del monasterio de San Lorenzo de El Escorial. Esta biblia tiene 66 "historias" y una única orla. También ilustró un libro de fábulas llamado Calila y Dina, con ilustraciones de personas y animales. Este libro también se conserva en la biblioteca de El Escorial.